# Gibson L-1
Die Gibson L-1 ist eine aus dem frühen 20. Jahrhundert stammende Akustikgitarre der Gibson Guitar Corporation. Das Modell L-1 wurde im Jahr 1902 zunächst als eine „Archtop-Gitarre“ eingeführt und im Jahr 1926 als sogenannte „Flat-Top-Gitarre“ wiederveröffentlicht. Die Gitarre gilt als eine der wichtigsten Instrumente in der Blues- und Bluesrock-Szene und erzielte große Bekanntheit als Hauptgitarre des US-amerikanischen Bluesmusikers Robert Johnson.

## Geschichte

### 1902–1925: Erste Reihe
Der Hollowbody-Korpus der ersten Serie wurde aus US-amerikanischen Mahagoni-Holz gefertigt, während der Gitarrenhals aus US-amerikanischen Ebenholz gebaut wurde. Die Inlays (Einlagen auf bestimmten Bünden) des Gitarrenhalses waren punktförmig eingebracht und weiß. Zu diesem Zeitpunkt war die Gitarre nur in der Lackierung Sunburst erhältlich. Im Jahr 1908 wurde die Gitarre mit einem größeren Korpus (13 ½ Zoll) ausgestattet, eine trapezförmige Knochen-Brücke eingebaut, ein dunkelrotes/braunes Pickguard wurde auf den Korpus der Gitarre geklebt und das Logo „The Gibson“ auf die Kopfplatte des Halses aufgetragen. Von 1912 bis 1913 wurde das Pickguard wieder entfernt, bevor es 1914 erneut hinzugefügt wurde. Im Jahr 1918 wurde die Gitarre in der dunkelbraun-schwarzen Lackierung „Sheraton Brown“ angeboten, bis das Modell im Jahr 1925 abgesetzt wurde und im Jahr 1926 als „Flat-Top-Gitarre“ wiederveröffentlicht wurde. L-1-Modelle mit einer Fichtenholz-Decke baute Gibson nur als Sondermodell auf Kundenwunsch hin.

### 1926–1937: Neuauflage
Die Neuauflage der L-1 war bis Mitte des Jahres 1937 erhältlich und hatte einen Neupreis von 50 US-Dollar (heutiger Wert rund 931 US-Dollar; Stand: Februar 2020). Die Gibson Guitar Corporation entwickelte eine zweiteilige Decke aus US-amerikanischer Fichte und Mahagoni aus zentralamerikanischen Honduras. Die Hinterseite des Gitarrenkorpus (auch „Korpus-Rücken“ genannt) sowie die Korpus-Seiten wurden weiterhin aus honduranischen Mahagoni hergestellt. Je nach Kundenwunsch entstand der Rücken des Korpus aus einem Stück Holz oder wurde aus mehreren Teilen gefertigt, die zusammengeklebt wurden. Verzierungen zwischen Gitarrenhals und Gitarrenkorpus (auch „Bindings“ genannt) wurden aus Elfenbein hergestellt. Im Jahr 1930 entschied sich Gibson dazu, den Korpus eckiger zu gestalten. Vorher hatte der Korpus ein eher Ei-förmiges Design, auch genannt „egg-shaped“ oder „Robert-Johnson-Style“.

### 1990–2018: Tribut-Modelle
Im Jahr 1990 brachte der Gitarrenbauer erneut eine L-1 als Tribut-Modell an die erste Serie heraus. Diese Gitarren wurden im „Custom Shop“ in Montana von Hand genau wie die erste Reihe des Gitarrenmodells gebaut. Von 2003 bis 2016 stellte Gibson erneut ein L-1-Modell her. Dieses wurde dem US-amerikanischen Bluesmusiker Robert Johnson gewürdigt und war auch unter dem Modellnamen L-1R bekannt. Die Gitarre wurde erneut nach dem Vorbild der ersten Modell-Reihe hergestellt. Die Gitarre wurde ausschließlich mit der Lackierung „Sunburst“ versehen, obwohl Johnson selbst eine einfarbige L-1 in „Sheraton Brown“ spielte. Der Neupreis des Instrumentes betrug 2699 US-Dollar im Jahr 2016. 2018 stellte Gibson eine limitierte Auflage (100 Stück) der L-1 mit F-Loch her.

## Bildergalerie

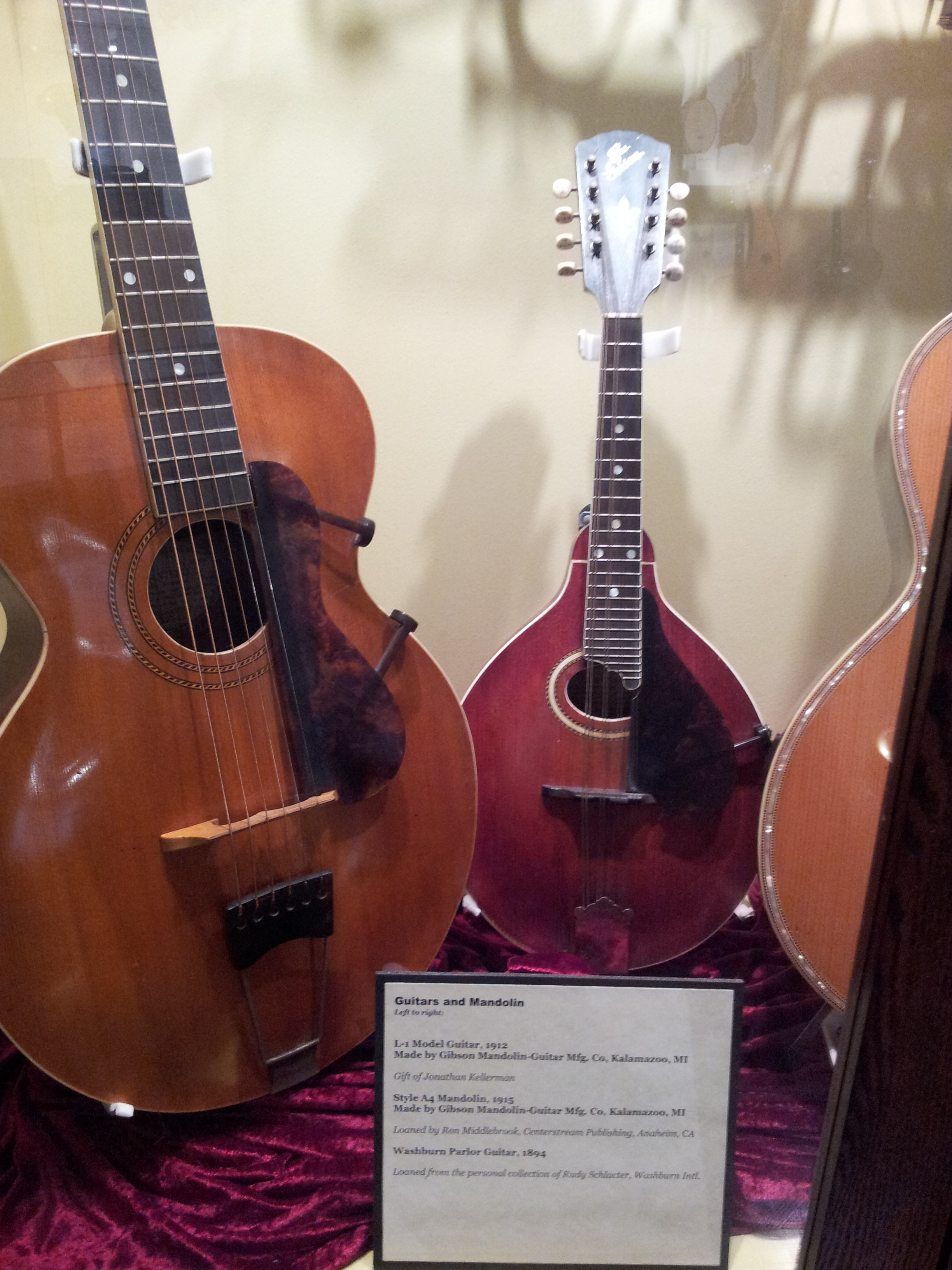
(Links) eine L-1 (1912) mit Pickguard
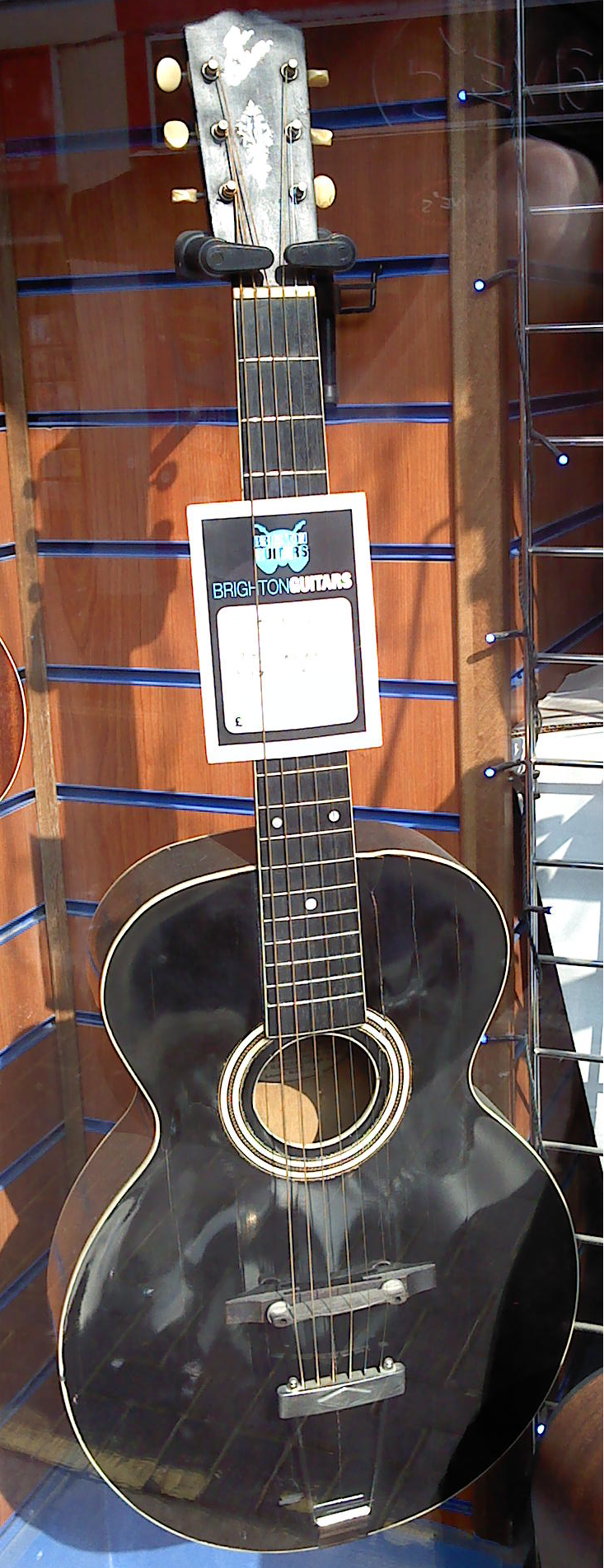
Eine L-1 von 1918 in „Sheraton Brown“
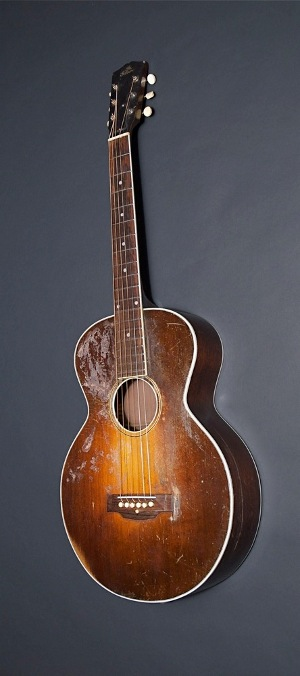
L-1 (1928) der zweite Reihe in „Sunburst“
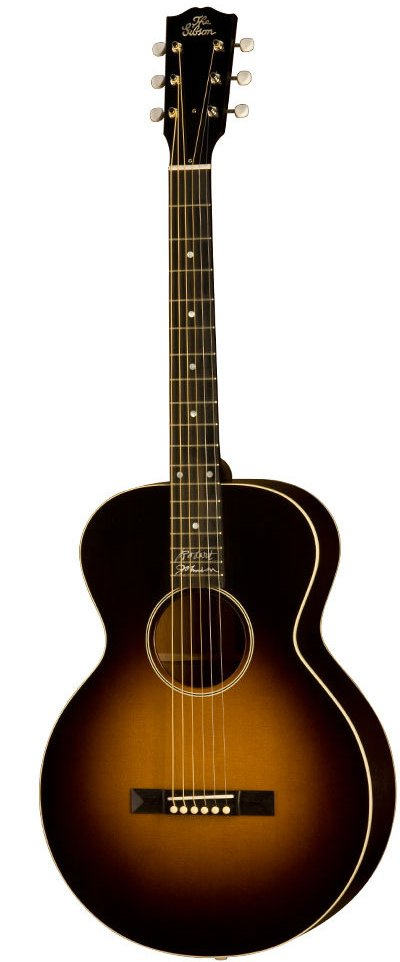
Robert Johnson L-1 aus dem Jahr 2011